# 9 × 39 mm

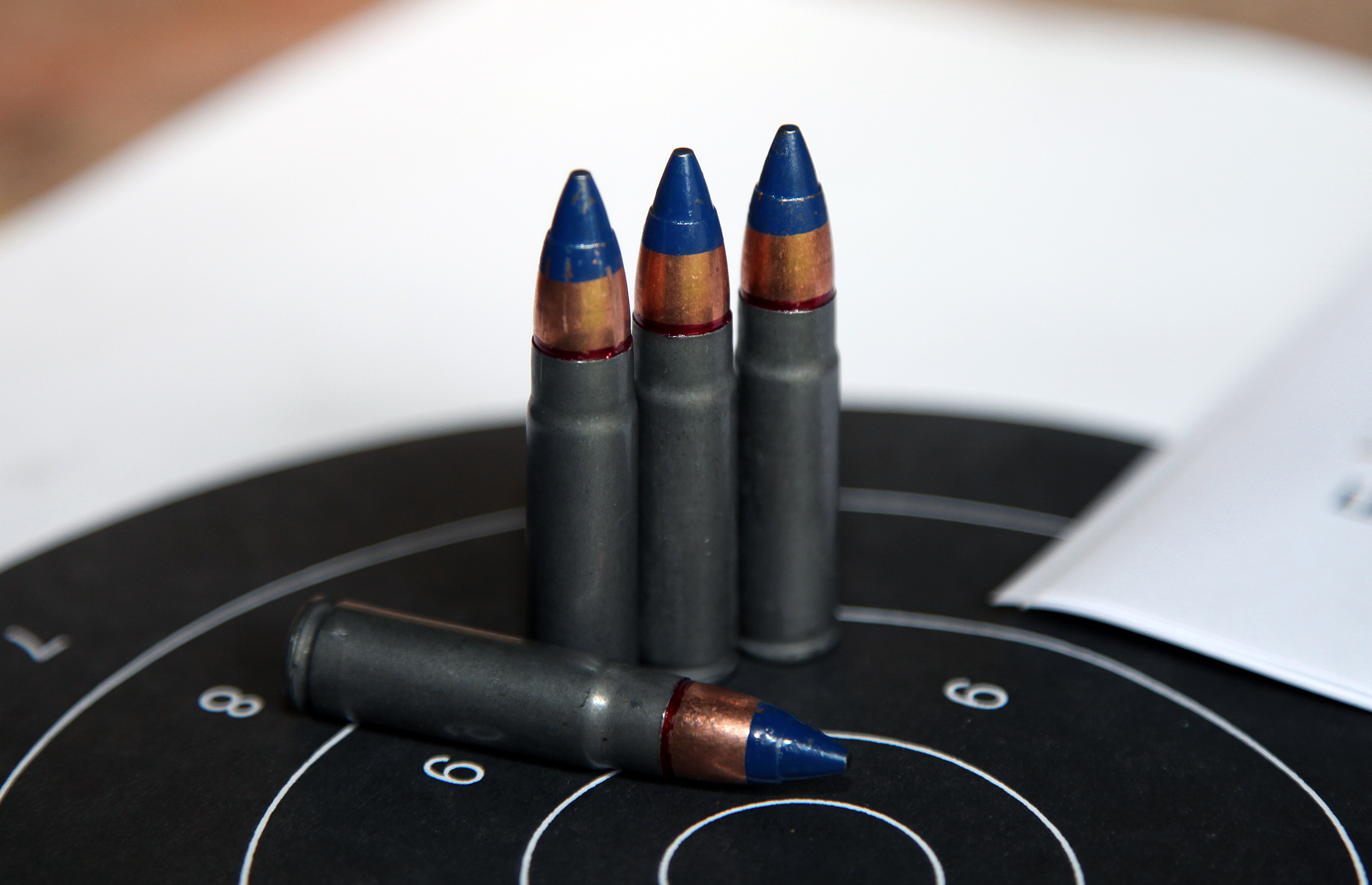

9 × 39 mm탄은 1980년대 소비에트 연방에서 개발된 탄약이다. 이 탄약은 AK시리즈에서 주로 사용하는 7.62 × 39 mm탄을 토대로 제작했다.

## 종류
- SP5 : 저격용아음속탄
- SP6 : 철갑탄
- SPP BP : 철갑탄
- PAB9 : 철갑탄
- BP : 저격용탄

## 이 탄약을 사용하는 총기
- 9A91
- OTs-12 티스
- OTs-14-4A 그로자
- VSS 빈토레즈
- VSK94